# Sophus Claussen
 (février 2023).
Si vous disposez d'ouvrages ou d'articles de référence ou si vous connaissez des sites web de qualité traitant du thème abordé ici, merci de compléter l'article en donnant les références utiles à sa vérifiabilité et en les liant à la section « Notes et références ».
Sophus Claussen (né le 12 septembre 1865 à Helletofte et mort le 11 avril 1931 à Gentofte) est un écrivain danois généralement considéré, avec Johannes Jørgensen, comme l'un des principaux écrivains du symbolisme danois[réf. nécessaire].
Son père, Rasmus Claussen, était un politicien important au Danemark à l'époque.
Sophus Claussen étudia le droit à Copenhague, et devient ensuite journaliste pour différents journaux danois, quoiqu'il ait passé de nombreuses années en France et en Italie, où il travailla comme pigiste et en tant que peintre. Il traduisit également certains écrivains.

## Œuvres
- Naturbørn (théâtre), 1887
- Unge Bander (roman), 1894
- Antonius i Paris (roman), 1896
- Valfart (roman), 1896
- Pilefløjter (théâtre), 1899
- Djævlerier (poésie), 1904
- Danske Vers (poésie), 1912, traduit en français par Guy-Charles Cros "Poèmes danois", Ed. de La Sirène, Paris, 1922.